# Tom Burton
Tom Burton (Baulkham Hills, 27 juni 1990) is een Australisch zeiler.
Burton won tijdens de Olympische Zomerspelen 2016 de gouden medaille in de Laser. In 2019 werd Burton in Japan wereldkampioen in de Laser.

## Resultaten

### Wereldkampioenschappen
| Jaar | Plaats         | Resultaten |
| ---- | -------------- | ---------- |
| 2009 | Halifax        | 75e Laser  |
| 2010 | Hayling Island | 71e Laser  |
| 2011 | Perth          | 9e Laser   |
| 2012 | Boltenhagen    | 5e Laser   |
| 2013 | Al-Musannah    | 9e Laser   |
| 2014 | Santander      | Laser      |
| 2015 | Kingston       | Laser      |
| 2016 | Nuevo Vallarta | 6e Laser   |
| 2017 | Split          | Laser      |
| 2018 | Aarhus         | 7e Laser   |
| 2019 | Sakaiminiati   | Laser      |
| 2020 | Melbourne      | 15e Laser  |

### Olympische Zomerspelen
| Jaar | Plaats         | Resultaten |
| ---- | -------------- | ---------- |
| 2016 | Rio de Janeiro | Laser      |

1996: Robert Scheidt ·
2000: Ben Ainslie ·
2004: Robert Scheidt ·
2008: Paul Goodison ·
2012: Tom Slingsby ·
2016: Tom Burton ·
2020: Matthew Wearn ·
2024: Matthew Wearn